# 18996 Torasan
18996 Torasan (tên chỉ định: 2000 RR53) là một tiểu hành tinh vành đai chính. Nó được phát hiện bởi Kazuro Watanabe ở JCPM Sapporo Station ngày 4 tháng 9 năm 2000. Nó được đặt theo tên Japanese actor Kiyoshi Atsumi và his leading role ở Tora-san film series.